# АЭС Сюйдапу
АЭС «Сюйдапу» (Xudapu Nuclear Power Plant) также известна как АЭС «Сюдабао» — строящаяся атомная электростанция на побережье Ляодунского залива Желтого моря в деревне Сюдабао уезда Хайбинь, Синчэн, Хулудао провинции Ляонин, на северо-востоке Китая.
Является второй по счету атомной электростанцией на северо-востоке Китая и самой северной из всех существующих на сегодняшний день АЭС в Китае.
Генеральным подрядчиком проекта является China Nuclear Power Engineering Company (CNPEC), стоимость проекта как ожидается составит около 110 миллиардов юаней (около 17,1 миллиарда долларов).
Акционерами проекта являются:
1.  Китайская национальная ядерная корпорация (CNNC) с долей 70%
2.  Datang International Power Generation Co с долей 20%
3. Государственная корпорация развития и инвестиций с долей 10%

## Строительство 1 и 2 энергоблоков
Первоначально планировалось установить шесть легководных реакторов AP1000 мощностью 1000 МВт, но в настоящее время планируются только первые два энергоблока установить  реакторы AP1000, а следующие 2 блока будут ВВЭР-1200.
Предварительные работы на площадке начались в 2010 году, но заливка бетона под реактор не производилась и работы были приостановлены на несколько лет после аварии на АЭС Фукусима-1 в 2011 году.
В 2014 году Национальное управление ядерной безопасности (NNSA) дало разрешение на строительство первых двух блоков.
В 2016 году China Nuclear Industry 22 Construction Company (CNI22), дочерняя компания Китайской ядерной инженерной и строительной корпорации (CNECC), подписала EPC-контракт на первые два блока.

## Строительство 3 и 4 энергоблоков
8 июня 2018 г. в Пекине подписан межправительственный протокол о сотрудничестве в серийном сооружении на территории Китайской Народной Республики 3 и 4-го энергоблоков и рамочный контракт на АЭС «Сюйдапу».
Основываясь на этих документах, были подписаны контракты для энергоблоков № 3, 4 а именно контракт на технический проект атомной электростанции и генеральный контракт на энергоблоки. С российской стороны контракты подписаны АО «Атомстройэкспорт», а с китайской — предприятиями корпорации China National Nuclear Corporation.
Энергоблоки № 3 и 4 сооружаются по проекту АЭС-2006 с реакторными установками типа ВВЭР-1200 с мощностью 1274 МВт, общей мощностью 2548 МВт на водо-водяных реакторах (PWR) поколения «III+» (три плюс).
Несмотря на нумерацию энергоблоков № 3 и № 4 они по факту первые энергоблоки строительство которых началось.
В соответствии с контрактами российская сторона будет проектировать ядерный остров станции, поставит ключевое оборудование ядерного острова для обоих энергоблоков, а также окажет услуги по авторскому надзору, шеф-монтажу и шеф-наладке поставленного оборудования. Турбогенераторы будут поставлены Китаем. Ввод блоков в коммерческую эксплуатацию намечен на 2027—2028 гг.
19 мая 2021 года в режиме телемоста президент РФ В. Путин и председатель КНР С. Цзиньпин провели церемонию заливки первого бетона в основание 7-го энергоблока Тяньваньской АЭС и 3-го блока АЭС Сюйдапу.
19 мая 2022 года проведена церемония заливки первого бетона в основание 4-го блока.

## Информация об энергоблоках
| Энергоблок | Тип реакторов  | Мощность | Мощность | Начало строительства | Подключение к сети | Ввод в эксплуатацию | Закрытие |
| Энергоблок | Тип реакторов  | Чистая   | Брутто   | Начало строительства | Подключение к сети | Ввод в эксплуатацию | Закрытие |
| ---------- | -------------- | -------- | -------- | -------------------- | ------------------ | ------------------- | -------- |
| Сюйдапу −1 | CAP1000        | 1000 МВт | 1290 МВт | 03.11.2023           |                    |                     |          |
| Сюйдапу −2 | CAP1000        | 1000 МВт | 1290 МВт | 17.07.2024           |                    |                     |          |
| Сюйдапу −3 | ВВЭР-1200/V491 | 1200 МВт | 1274 МВт | 28.07.2021           | 2027               | 2027                |          |
| Сюйдапу −4 | ВВЭР-1200/V491 | 1200 МВт | 1274 МВт | 19.05.2022           | 2028               | 2028                |          |